# Grady Lewis
Grady W. Lewis (Boyd (Texas), 25 de março de 1917 - Peoria (Arizona), 11 de março de 2009) foi basquetebolista norte-americano que foi campeão da Temporada da NBA de 1947-48 jogando pelo Baltimore Bullets.